# MotoCzysz C1
La MotoCzysz C1 est un modèle de motocyclette du constructeur américain MotoCzysz.
À l'origine, la C1 est conçue pour être engagée dans le championnat du monde MotoGP. Elle est présentée pour la première fois en 2005. Mais la cylindrée maximale admissible passe de 1000 à 800 cm3 en 2007, rendant la C1 inengageable.
Elle fait appel à des solutions technologiques peu utilisées jusqu'à présent.
Il est envisagé de produire la C1 en petite série. Cinquante machines sont réservables sur le site Internet du constructeur, moyennant 100 000 dollars.

## Moteur
Le moteur est un quatre cylindres en V, ouvert de 15° de 990 cm3. Il utilise deux vilebrequins qui tournent dans des sens opposés. Cette disposition permet d'annuler l'effet du couple de renversement.
Il profite d'un système de double embrayage. Le premier est à sec, placé sous le vilebrequin tandis que le deuxième, en bain d'huile, se trouve sous le pignon de sortie de boîte.
Il est alimenté par une injection électronique. Le refroidissement liquide est assuré par deux radiateurs. Le premier est place de manière classique entre le moteur et la roue avant tandis que le second, de plus grande dimension, prend place sous le passage de roue arrière.
Les soupapes et l'échappement sont en titane.
Le moteur est placé longitudinalement pour conserver une certaine étroitesse. Il est basculé sur l'avant.

## Partie cycle
Le cadre est un cadre périmétrique, en fibre de carbone. Le bras oscillant est en aluminium et monté sur excentrique.
L'amortissement avant est assurée par un unique combiné Öhlins placé dans la colonne de direction. La fourche est créée de toutes pièces et porte le nom de 6X Flex.
L'empattement est ajustable de 1 420 à 1 475 mm.
Le freinage est assuré par des disques et des étriers de frein Brembo. Les étriers avant profitent d'un montage radial.
Les jantes BST à cinq branches sont en fibre de carbone et sont chaussées de pneus Michelin. L'ensemble de l'habillage ainsi que le réservoir sont également en fibre de carbone.